# Visionism
Visionism – trzeci album studyjny polskiej grupy muzycznej Rootwater. Wydawnictwo ukazało się 15 czerwca 2009 roku nakładem wytwórni muzycznej Mystic Production.

## Lista utworów
| Nr  | Tytuł utworu                 | Słowa                          | Muzyka                                      | Długość |
| --- | ---------------------------- | ------------------------------ | ------------------------------------------- | ------- |
| 1.  | „Intro”                      | Maciej Taff                    | Maciej Taff, Sebastian Zusin, Filip Hałucha | 2:46    |
| 2.  | „Venture”                    | Maciej Taff                    | Maciej Taff, Sebastian Zusin, Filip Hałucha | 3:45    |
| 3.  | „Living In The Cage”         | Maciej Taff                    | Maciej Taff, Sebastian Zusin, Filip Hałucha | 4:24    |
| 4.  | „Closer”                     | Maciej Taff                    | Maciej Taff, Sebastian Zusin, Filip Hałucha | 3:16    |
| 5.  | „Frozenthal”                 | Maciej Taff                    | Maciej Taff, Sebastian Zusin, Filip Hałucha | 3:43    |
| 6.  | „Freedom”                    | Maciej Taff                    | Maciej Taff, Sebastian Zusin, Filip Hałucha | 0:38    |
| 7.  | „Timeless”                   | Maciej Taff                    | Maciej Taff, Sebastian Zusin, Filip Hałucha | 4:20    |
| 8.  | „Realize”                    | Maciej Taff                    | Maciej Taff, Sebastian Zusin, Filip Hałucha | 4:41    |
| 9.  | „Follow The Spirit”          | Maciej Taff                    | Maciej Taff, Sebastian Zusin, Filip Hałucha | 4:43    |
| 10. | „Alive”                      | Maciej Taff                    | Maciej Taff, Sebastian Zusin, Filip Hałucha | 5:43    |
| 11. | „The Ministry”               | Maciej Taff                    | Maciej Taff, Sebastian Zusin, Filip Hałucha | 3:26    |
| 12. | „Steiner”                    | Maciej Taff                    | Maciej Taff, Sebastian Zusin, Filip Hałucha | 4:26    |
| 13. | „Under The Mask”             | Maciej Taff                    | Maciej Taff, Sebastian Zusin, Filip Hałucha | 3:47    |
| 14. | „Visionism”                  | Maciej Taff                    | Maciej Taff, Sebastian Zusin, Filip Hałucha | 6:01    |
| 15. | „Haydamaka (oraz Haydamaky)” | Maciej Taff, Ołeksandr Jarmoła | Maciej Taff, Sebastian Zusin, Filip Hałucha | 4:28    |
|     |                              |                                |                                             | 1:00:07 |

## Twórcy
| Zespół Rootwater w składzie - Maciej Taff - wokal prowadzący - Sebastian Zusin - gitara rytmiczna, gitara prowadząca - Filip "Heinrich" Hałucha - gitara basowa - Marcin "Valeo" Walenczykowski - gitara prowadząca[A] - Grzegorz "Oleynik" Olejnik - perkusja[A] Notatki - A^ Wymieniony na płycie, nie brał udziału w nagraniach. |  | Dodatkowi muzycy - Paweł "Paul" Jaroszewicz - gościnnie perkusja - Ołeksandr Jarmoła - gościnnie wokal - Iwan Lenio - gościnnie akordeon - Eugeniu Didyk - gościnnie trąbka Produkcja - Szymon Czech - produkcja muzyczna - Marcin Kiełbaszewski - produkcja muzyczna - Krzysztof Palczewski - produkcja muzyczna, instrumenty klawiszowe, sample - Michał Karcz - okładka, oprawa graficzna |